# LaMelo Ball
LaMelo LaFrance Ball (Chino Hills, 22 de agosto de 2001) é um jogador norte-americano de basquete profissional que atualmente joga no Charlotte Hornets da National Basketball Association (NBA).
Ball começou o ensino médio na Chino Hills High School em Chino Hills, Califórnia, onde ganhou um campeonato estadual e alcançou sucesso nacional ao lado de seus irmãos mais velhos, Lonzo e LiAngelo. Uma briga com o treinador o levou a deixar Chino Hills e assinar com a equipe profissional da Lituânia, Prienai. Em 2018, ele jogou na Junior Basketball Association (JBA), uma liga criada por seu pai, antes de retornar ao ensino médio na SPIRE Academy em Geneva, Ohio. Ele optou por renunciar ao basquete universitário em meio a questões de elegibilidade e jogar na Austrália pelo Illawarra Hawks da National Basketball League (NBL) em 2019. Ele foi selecionado pelos Hornets como a terceira escolha geral no draft da NBA de 2020.
Ball e seus irmãos têm atraído atenção nacional desde que jogaram juntos no colégio. Seu pai, LaVar, também se tornou uma personalidade da mídia em 2017. Ball tem um tênis com a assinatura da empresa de seu pai, Big Baller Brand, e uma função no reality show de sua família no Facebook, Ball in the Family.

## Primeiros anos
Ball foi treinado no basquete por seu pai, LaVar, assim que começou a andar. Aos quatro anos, ele começou a praticar o esporte com seus irmãos mais velhos, Lonzo e LiAngelo, enfrentando oponentes muito mais velhos. Ele também jogou Flag football com seus irmãos aos cinco anos, mas continuou a se concentrar no basquete.
Em 2013, quando estava na sétima série, Ball começou a jogar com seus irmãos no Big Ballers VXT, uma equipe da União Atlética Amadora (AAU) lançada e treinada por seus pais. A equipe, que não era patrocinada por uma grande empresa, não competiu nos principais circuitos da AAU e apenas participou de competições locais.

## Carreira no ensino médio

### Calouro (2015–2016)
Ball começou a jogar basquete na Chino Hills High School em Chino Hills, Califórnia. Ele era companheiro de equipe de seus dois irmãos mais velhos, Lonzo e LiAngelo, e seu primo, Andre Ball.
Em seu primeiro jogo como titular, LaMelo marcou 27 pontos. Em 5 de março de 2016, ele marcou 26 pontos em uma vitória sobre Sierra Canyon School pelo título da Divisão Aberta da Seção Sul da CIF. No final do mês, Ball ajudou seu time a conquistar o Campeonato Estadual da Divisão Aberta da CIF, marcando 14 pontos na final.
Chino Hills terminou a temporada com um recorde de 35-0 e conquistou o campeonato nacional. Ball teve médias de 16,4 pontos e 3,8 assistências e compartilhou o Prêmio de Calouro Nacional do Ano MaxPreps com seu companheiro de equipe, Onyeka Okongwu.

### Segundo ano (2016–2017)
Em 26 de dezembro de 2016, Ball ganhou as manchetes nacionais por acertar um arremesso de meia quadra com dois segundos restantes de jogo. Em 4 de fevereiro de 2017, ele sofreu sua primeira derrota no ensino médio, apesar de ter somado 36 pontos, para a Oak Hill Academy e encerrou a sequência de 60 vitórias consecutivas de Chino Hills. Em seu jogo seguinte, Ball marcou 92 pontos na vitória sobre Los Osos High School, o segundo maior número de pontos em um único jogo na história do ensino médio na Califórnia. Ball terminou a temporada com médias de 26,7 pontos e 9,0 assistências, sendo selecionado para a Primeira-Equipe All-American. Em 27 de julho, ele participou de um jogo da AAU contra Zion Williamson, que foi destaque na mídia esportiva nacional.
Em 2 de outubro de 2017, antes de sua terceira temporada, Ball deixou Chino Hills para estudar em casa porque seu pai desaprovava o recém-nomeado técnico Dennis Latimore e a administração escolar. Em 7 de dezembro, ele assinou com o agente Harrison Gaines para jogar profissionalmente no exterior ao lado de seu irmão LiAngelo. A decisão indicava que ele não jogaria basquete universitário. Nos dias seguintes, Gaines ofereceu os irmãos a equipes profissionais em vários países europeus e no Japão.

### Terceiro ano (2018–2019)

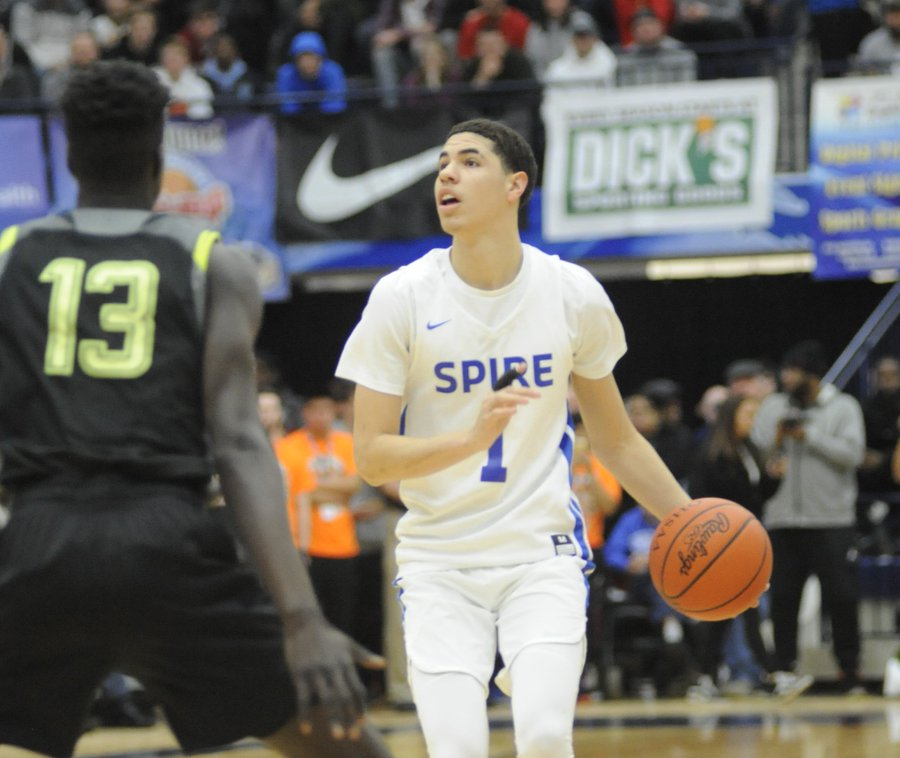
Baile (à direita) com a SPIRE Academy no Flyin 'to the Hoop Invitational em janeiro de 2019

Em 5 de novembro de 2018, após pular seu terceiro ano e parte do último ano para jogar profissionalmente, Ball ingressou no SPIRE Institute and Academy, uma escola preparatória em Geneva, Ohio, onde jogou sob o comando do técnico Jermaine Jackson.
O SPIRE competiu fora da jurisdição da Ohio High School Athletic Association, permitindo que Ball jogasse sem se preocupar com seu status de amador. Vários times proeminentes do ensino médio cancelaram suas partidas com a SPIRE porque a experiência profissional de Ball ameaçaria sua elegibilidade nas federações estaduais. Sua equipe foi removida do Hoophall Classic porque os organizadores do evento não atenderam a um pedido de US$ 10.000 de um associado da família Ball para que ele jogasse.
Em 10 de novembro de 2018, Ball estreou no SPIRE e registrou 20 pontos, 13 assistências e cinco rebotes na vitória por 96-84 sobre o The Hill School. Em 7 de março de 2019, ele marcou 41 pontos, incluindo 29 no primeiro tempo, em uma vitória de 102–67 sobre o Hillcrest Prep North no Grind Session World Championship. Ball ajudou seu time a chegar à final e foi nomeado o MVP da temporada. Ele foi declarado inelegível para o McDonald's All-American Game de 2019 devido à sua experiência profissional.

### Recrutamento
Ball se comprometeu verbalmente a jogar basquete universitário pela UCLA aos 13 anos, antes de começar o ensino médio, tornando-se o terceiro de seus irmãos a se comprometer com a universidade. Ball, que também foi recrutado por Virgínia e Washington State na época, disse que a UCLA era sua "universidade dos sonhos". Ele emergiu como um dos melhores recrutas da turma de 2019 durante sua segunda temporada no ensino médio. A maioria dos serviços de recrutamento o considerava um recruta cinco estrelas e um dos principais armadores de sua classe. Quando Ball voltou ao colégio após uma temporada profissional em 2018, ele continuou sendo um recruta cinco estrelas.
O lançamento em 2017 do tênis Melo Ball 1 pela Big Baller Brand, a empresa de roupas esportivas de sua família, ameaçou sua elegibilidade pela National Collegiate Athletic Association (NCAA). A contratação de um agente e sua experiência profissional também colocaram em risco a sua elegibilidade. Apesar das dúvidas, o que desencorajou os principais programas da Divisão I da NCAA, ele expressou interesse em jogar basquete universitário ao retornar ao ensino médio em novembro de 2018. Nos meses seguintes, no entanto, Ball explorou opções alternativas, incluindo escola preparatória, a G-League e ligas profissionais na Austrália e na China.
| Nome | Cidade Natal                           | Escola/Universidade | Altura             | Peso           | Data da revisão |
| --- | -------------------------------------- | ------------------- | ------------------ | -------------- | --------------- |
| LaMelo Ball PG | Chino Hills, CA                        | SPIRE Academy (OH)  | 6 ft 6 in (1.98 m) | 180 lb (82 kg) | —               |
| LaMelo Ball PG | Recrutamento: Rivais: 247sports: ESPN: |                     |                    |                |                 |
| Classificação geral de novatos: 247sports: 26º \| ESPN: 21º                                                                                                   |                                        |                     |                    |                |                 |
| - Nota: Em muitos casos, Scout, Rivals, 247Sports e ESPN podem entrar em conflito em suas listas de altura e peso, nestes casos, a média foi obtida. - Fonte: |                                        |                     |                    |                |                 |

## Carreira profissional

### Prienai (2018)

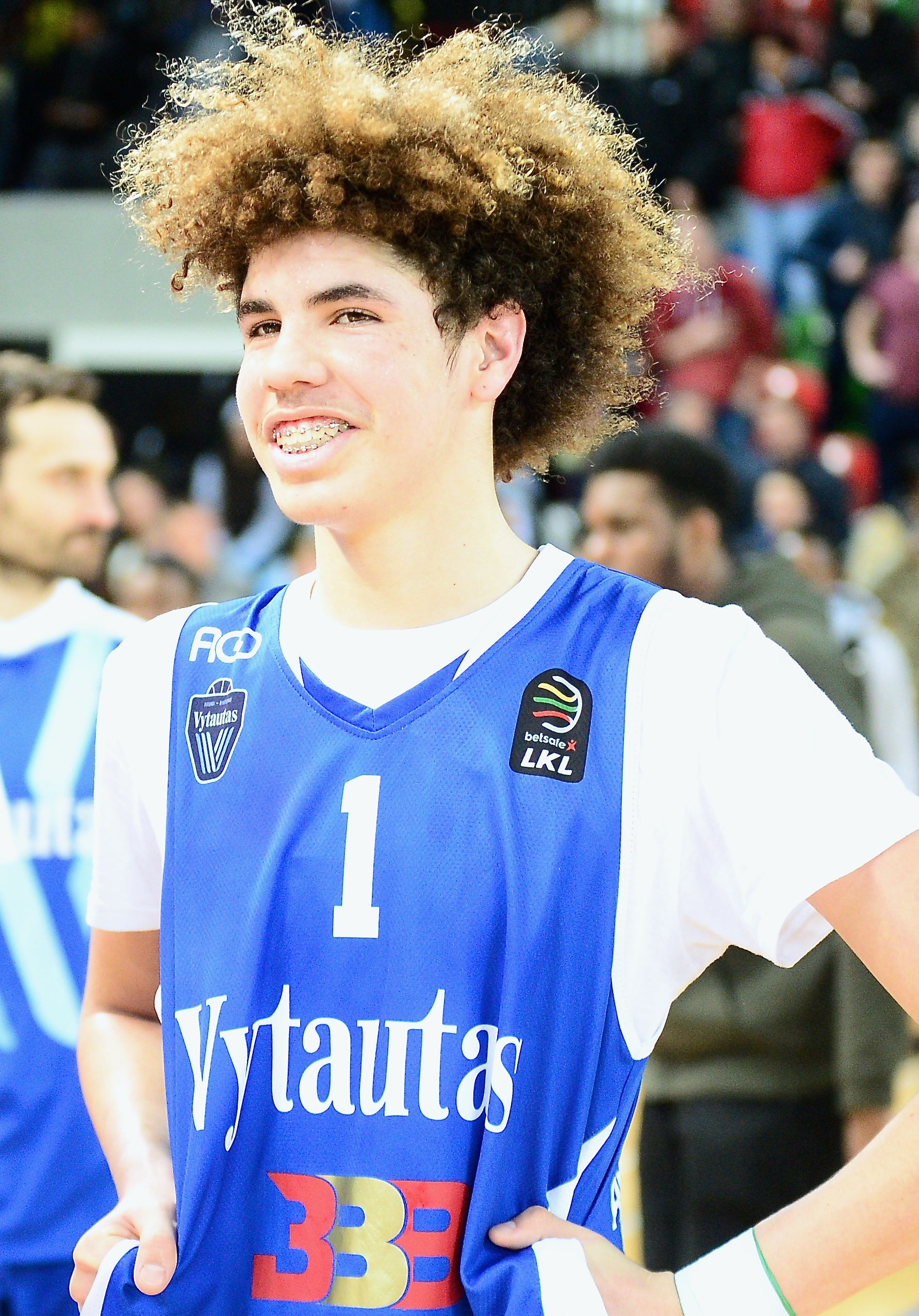
Ball no Prienai em um jogo de exibição em Londres em abril de 2018

Em 11 de dezembro de 2017, Ball assinou com o Prienai da Liga Lituana de Basquete (LKL) com seu irmão, LiAngelo. Ball se tornou o mais jovem americano a assinar um contrato profissional de basquete. A mudança dos irmãos para a Lituânia foi amplamente noticiada pela mídia esportiva americana.
Prienai retirou-se da Liga Báltica de Basquete após a sua chegada e participou em vários jogos de exibição patrocinados pela Big Baller Brand. Em 13 de janeiro de 2018, Ball fez sua estreia profissional contra o Lietkabelis. Em 4 de fevereiro, ele registrou 19 pontos e seis assistências na derrota para o Žalgiris. Em um jogo de exibição no final do mês, ele sofreu uma lesão na perna que o deixou de fora dos jogos por um mês.
Em 25 de abril, Ball deixou Prienai com sua família, com seu pai criticando o treinador da equipe, Virginijus Šeškus, porque ele não teve tempo de jogo suficiente. Ele terminou a temporada da LKL com médias de 6,5 pontos e 2,4 assistências em 12,8 minutos.

### Los Angeles Ballers (2018)
Em 4 de maio de 2018, Ball assinou com o Los Angeles Ballers da Junior Basketball Association (JBA), uma nova liga criada por seu pai como alternativa ao basquete universitário.
Em sua estreia em 21 de junho, ele conseguiu um triplo-duplo de 40 pontos, 16 rebotes e 10 assistências em uma vitória de 134-124 sobre o New York Ballers. Após oito jogos da temporada regular, Ball teve médias de triplo-duplo com 39,6 pontos, 14,6 rebotes e 11,5 assistências. Nas semifinais dos playoffs contra o New York Ballers, ele registrou 55 pontos, 16 rebotes e sete assistências.
Ele levou Los Angeles ao título da JBA sobre o Seattle Ballers. Após a temporada, Ball foi nomeado para o time seleto da liga, chamado JBA USA, que enfrentaria vários times europeus em uma turnê internacional. Em 31 de outubro, em um jogo de exibição contra Dzūkija, ele foi ejetado depois de dar um tapa no rosto de um jogador adversário durante uma briga. Em 5 de novembro, ele deixou a turnê da JBA para retornar ao ensino médio nos Estados Unidos para sua última temporada.

### Illawarra Hawks (2019–2020)

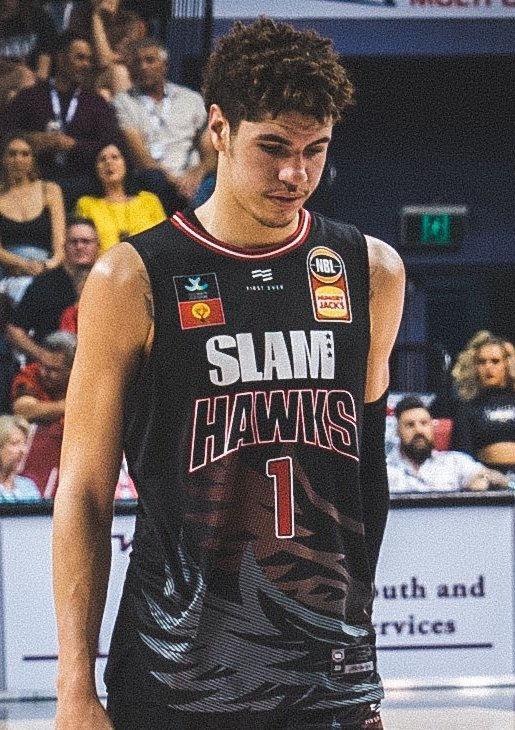
Baile com o Illawarra Hawks em outubro de 2019

Em 17 de junho de 2019, Ball assinou um contrato de dois anos, incluindo cláusulas de saída para a NBA, com o Illawarra Hawks da National Basketball League (NBL). Ele ingressou nos Hawks por meio do programa NBL Next Stars, que visa desenvolver possibilidades de recrutamento para a NBA.
Para a temporada da NBL, ele se mudou para a Austrália com seu ex-técnico do SPIRE Institute, Jermaine Jackson, que se tornou seu empresário e o ajudou a se aclimatar. No final de setembro, ele teve sucesso no NBL Blitz, um torneio de pré-temporada. Ele registrou 19 pontos, 13 rebotes e sete assistências na vitória sobre o Perth Wildcats.
Em 6 de outubro, em seu primeiro jogo na temporada regular, Ball registrou 12 pontos, 10 rebotes e cinco assistências em uma derrota para o Brisbane Bullets. Ele assumiu um papel mais importante após a lesão de Aaron Brooks em 27 de outubro. Em 25 de novembro, Ball registrou 32 pontos, 11 rebotes e 13 assistências em uma vitória sobre o Cairns Taipans e se tornou o jogador mais jovem da NBL a registrar um triplo-duplo. Em seu jogo seguinte, Ball conseguiu outro triplo-duplo de 25 pontos, 12 rebotes e 10 assistências em uma derrota para o New Zealand Breakers. Ele se tornou o quarto jogador na história da liga, e o primeiro desde que a NBL mudou para jogos de 40 minutos em 2009, a registrar triplos-duplos consecutivos.
Em 8 de dezembro, foi anunciado que ele perderia cerca de quatro semanas após contundir o pé no treino. Em 16 de janeiro de 2020, ainda fora das quadras, Ball decidiu ficar de fora até o final da temporada. Ele se separou dos Hawks em 28 de janeiro para retornar aos Estados Unidos e se preparar para o draft da NBA de 2020. Em 12 jogos da NBL, Ball teve médias de 17 pontos, 7,4 rebotes e 6,8 assistências. No final da temporada, ele foi nomeado o Novato do Ano da NBL.

### Charlotte Hornets (2020–Presente)

#### 2020–2021: Novato do Ano
No draft da NBA de 2020, Ball foi selecionado pelo Charlotte Hornets como a terceira escolha geral. Ele e seu irmão Lonzo, que foi selecionado como a segunda escolha geral no draft da NBA de 2017, se tornaram o primeiro conjunto de irmãos a serem selecionados entre os 3 primeiros do draft da NBA. Depois de uma pré-temporada de altos e baixos, ele começou a temporada regular sendo reserva. Ball fez sua estreia em 23 de dezembro de 2020, registrando um rebote, três assistências e dois roubos de bola em 16 minutos na derrota por 121-114 para o Cleveland Cavaliers.
Em 8 de janeiro de 2021, contra o New Orleans Pelicans, Ball e Lonzo jogaram seu primeiro jogo um contra o outro em qualquer nível. Ball e os Hornets ganharam por 118-110. Ele perdeu por pouco um triplo-duplo com 12 pontos, 10 rebotes e nove assistências. Em 9 de janeiro, com 19 anos e 140 dias, ele se tornou o jogador mais jovem da história da NBA com um triplo-duplo, quebrando o recorde estabelecido por Markelle Fultz por 177 dias. Ball teve 22 pontos, 12 rebotes e 11 assistências na vitória por 113-105 contra o Atlanta Hawks. Em 30 de janeiro, Ball registrou 27 pontos, cinco rebotes, nove assistências e quatro roubos de bola na vitória por 126–114 sobre o Milwaukee Bucks. Por seu desempenho em dezembro e janeiro, Ball foi escolhido o Novato do Mês da Conferência Leste após ter médias de 12,2 pontos, 6,1 assistências, 5,9 rebotes e 1,4 roubos de bola em seus primeiros 21 jogos na NBA.
Em 1º de fevereiro, Ball fez o seu primeiro jogo como titular da carreira em uma vitória por 129-121 sobre o Miami Heat. Ele terminou o jogo com 14 pontos, cinco rebotes e sete assistências. Em 5 de fevereiro, Ball registrou 34 pontos, oito assistências, quatro rebotes, dois roubos de bola e um bloqueio na derrota por 138-121 para o Utah Jazz. Ele também se tornou o jogador mais jovem da história da franquia a registrar um jogo de 30 pontos. Ele foi eleito o Novato do Mês novamente em fevereiro, após ter médias de 20,1 pontos, 6,2 rebotes e 6,7 assistências em 13 jogos. Após a temporada, Ball foi nomeado o Novato do Ano de 2020-21 e foi selecionado para a Primeira Equipe de Novatos.

#### 2021–2022: Primeiro All-Star Game
Na abertura da temporada de 2021-22 dos Hornets, Ball acertou sete arremessos de três pontos, marcando 31 pontos, na vitória por 123-122 sobre o Indiana Pacers. Em 1º de dezembro, ele registrou 36 pontos, nove assistências, cinco rebotes e três roubos de bola em uma derrota por 127-125 para o Milwaukee Bucks. Em 2 de fevereiro de 2022, Ball registrou 38 pontos, o recorde de sua carreira, nove assistências e cinco rebotes em uma derrota por 113-107 para o Boston Celtics. Em 7 de fevereiro, Ball foi nomeado para seu primeiro All-Star Game da NBA como substituto do lesionado Kevin Durant.

#### 2022–2023: Lesão
Antes da temporada de 2022–23, Ball mudou o número de sua camisa do número 2 para o número 1.
Em 13 de fevereiro de 2023, Ball registrou 30 pontos, seis rebotes e 15 assistências, o melhor da sua carreira, em uma vitória por 144–138 sobre o Atlanta Hawks. Ele se tornou o primeiro jogador na história dos Hornets a registrar pelo menos 30 pontos, cinco rebotes e 15 assistências em um jogo. Em 16 de fevereiro, Ball fez 28 pontos, 10 assistências e 12 rebotes, o melhor da temporada, na vitória por 120-110 sobre o San Antonio Spurs. Ele se tornou o segundo jogador mais jovem da história da NBA a atingir 1.000 pontos, 1.000 rebotes e 1.000 assistências em sua carreira, atrás apenas de LeBron James.
Em 27 de fevereiro, durante uma vitória por 117–106 sobre o Detroit Pistons, Ball sofreu uma lesão no tornozelo direito. Após o jogo, os Hornets anunciaram que ele havia fraturado o tornozelo e foi descartado por tempo indeterminado. Em 1º de março, Ball foi submetido a uma cirurgia para tratar a lesão e foi descartado pelo resto da temporada.

#### 2023–2024
Em 6 de julho de 2023, LaMelo assinou uma extensão de contrato de 5 anos e US$204 milhões com o Charlotte Hornets. Em 5 de novembro, Ball registrou um triplo-duplo de 30 pontos, 13 assistências e 10 rebotes na derrota por 124-118 para o Dallas Mavericks.

## Estatísticas da carreira

### NBA
Temporada Regular
| Ano      | Equipe    | PJ  | PT  | MPJ  | AP   | 3P   | LL   | RT  | AS  | BR  | TO | PPJ  |
| -------- | --------- | --- | --- | ---- | ---- | ---- | ---- | --- | --- | --- | -- | ---- |
| 2020–21  | Charlotte | 51  | 31  | 28.8 | .436 | .352 | .758 | 5.9 | 6.1 | 1.6 | .4 | 15.7 |
| 2021–22  | Charlotte | 75  | 75  | 32.3 | .429 | .389 | .872 | 6.7 | 7.6 | 1.6 | .4 | 20.1 |
| 2022-23  | Charlotte | 36  | 36  | 35.2 | .411 | .376 | .836 | 6.4 | 8.4 | 1.3 | .3 | 23.3 |
| 2023-24  | Charlotte | 22  | 22  | 32.3 | .433 | .355 | .865 | 5.1 | 8.0 | 1.8 | .2 | 23.9 |
| Carreira | Carreira  | 184 | 164 | 21.1 | .427 | .368 | .832 | 6.0 | 7.5 | 1.5 | .3 | 20.7 |

#### Play-In
| Ano      | Equipe    | PJ | PT | MPJ  | AP   | 3P   | LL   | RT  | AS  | BR  | TO | PPJ  |
| -------- | --------- | -- | -- | ---- | ---- | ---- | ---- | --- | --- | --- | -- | ---- |
| 2021     | Charlotte | 1  | 1  | 27.0 | .286 | .333 | .667 | 1.0 | 4.0 | .0  | .0 | 14.0 |
| 2022     | Charlotte | 1  | 1  | 38.3 | .280 | .286 | .800 | 5.0 | 8.0 | 1.0 | .0 | 26.0 |
| Carreira | Carreira  | 2  | 2  | 32.6 | .283 | .309 | .733 | 3.0 | 6.0 | .5  | .0 | 20.0 |

### NBL
| Ano     | Equipe    | PJ | PT | MPJ  | AP   | 3P   | LL   | RT  | AS  | BR  | TO | PPJ  |
| ------- | --------- | -- | -- | ---- | ---- | ---- | ---- | --- | --- | --- | -- | ---- |
| 2019–20 | Illawarra | 12 | 12 | 31.2 | .377 | .250 | .723 | 7.4 | 6.8 | 1.7 | .2 | 17.0 |

### LKL
| Ano     | Equipe  | PJ | PT | MPJ  | AP   | 3P   | LL   | RT  | AS  | BR | TO | PPJ |
| ------- | ------- | -- | -- | ---- | ---- | ---- | ---- | --- | --- | -- | -- | --- |
| 2017–18 | Prienai | 8  | 1  | 12.8 | .268 | .250 | .737 | 1.1 | 2.4 | .8 | .1 | 6.5 |

## Prêmios e Homenagens
- NBA
  - NBA All-Star: 2022
  - NBA Rookie of the Year: 2021
  - NBA All-Rookie Team:
    - Primeiro time: 2021

- NBL
  - NBL Rookie of the Year: 2019–20

## Vida pessoal

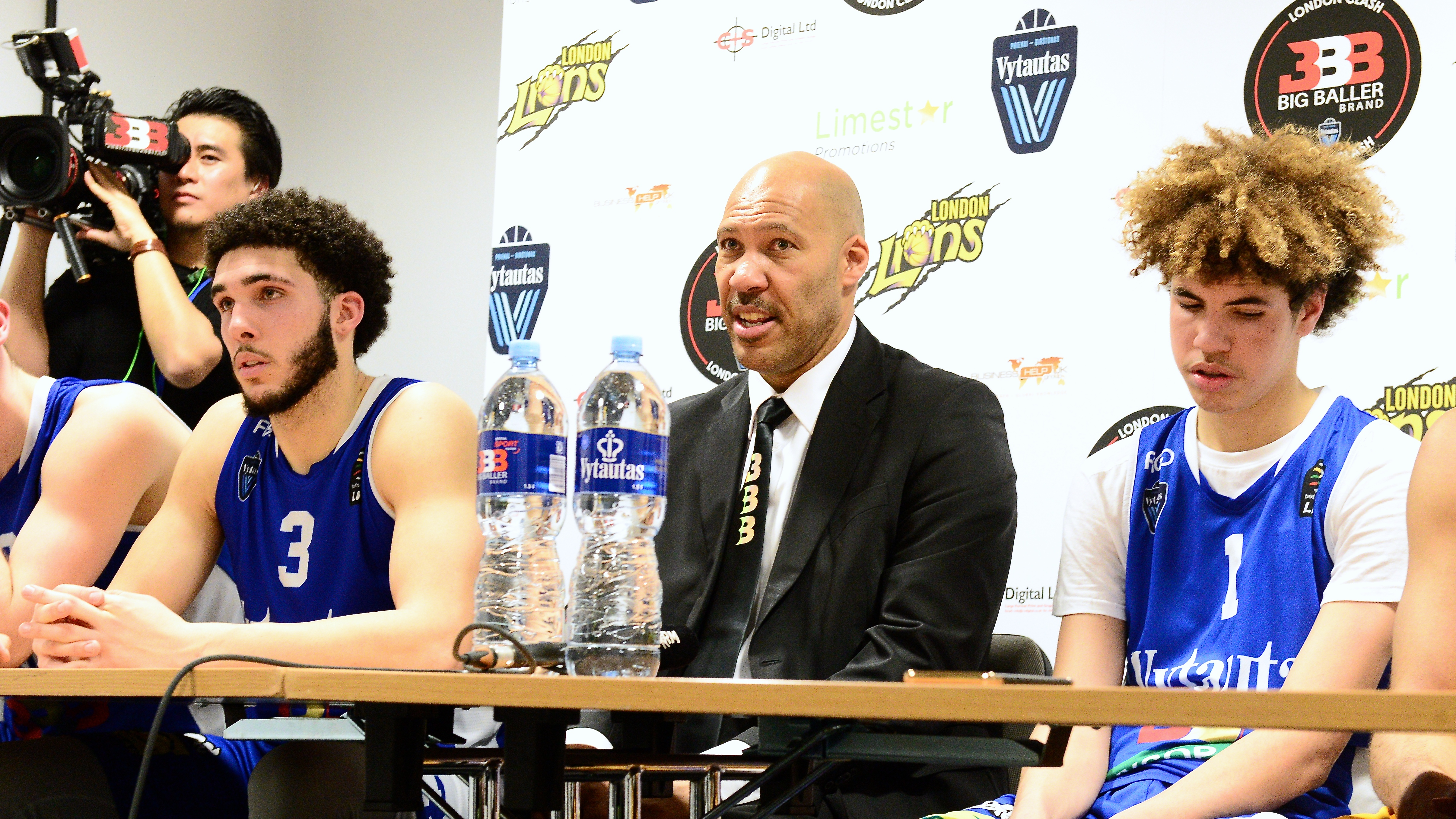
Ball (à direita) com seu pai, LaVar, e irmão, LiAngelo, depois de jogar em um jogo de exibição pelo Prienai em Londres em abril de 2018.

Ball é o filho mais novo de LaVar e Tina Ball, ambos ex-jogadores de basquete universitário. LaVar, que tem 1,98 m de altura, jogou em Washington State e depois em Cal State. Mais tarde, ele jogou futebol americano profissional como um tight end no London Monarchs da NFL Europe, após ser emprestado do New York Jets. Em 2017, ele se tornou uma personalidade popular, mas polarizadora, da mídia esportiva, principalmente por fazer comentários bizarros sobre a carreira dele e de seus filhos. O primo de Ball, Andre, joga basquete universitário em Pepperdine.
Desde sua temporada de calouro no ensino médio, Ball tem chamado a atenção de veículos esportivos nacionais e estabelecido um grande número de seguidores nas redes sociais. Em 2017, muitos analistas o chamavam de celebridade. Ball tem um papel no reality show do Facebook Watch, Ball in the Family, que foi lançado em agosto de 2017 e documenta a vida de seus familiares. Em 26 de junho de 2017, Ball apareceu em um segmento do WWE Raw com membros de sua família, durante o qual disse a seu pai, "Bata naquele nigga!". A WWE mais tarde se desculpou por sua "linguagem inadequada". Ball é o tema de um single de rap intitulado Melo Ball 1 e lançado por seu irmão, Lonzo, em 8 de setembro de 2017.
Em 31 de agosto de 2017, a Big Baller Brand, empresa de roupas esportivas lançada pela família Ball em 2016, lançou um calçado com a assinatura dele, o Melo Ball 1 (MB1). Ele se tornou o atleta mais jovem a ter um tênis próprio. Ball assinou com a Puma em 2021.

Em 21 de maio de 2024, Tamaria McRae entrou com um processo, em nome de seu filho, contra LaMelo Ball e o Charlotte Hornets, alegando que Ball atingiu seu filho com seu carro ao sair do Spectrum Center após um evento para fãs no início de outubro de 2023. A família está pedindo uma quantia superior a US$25.000 em danos compensatórios tanto de Ball quanto dos Hornets e a ação judicial continua em andamento.